# Улуг-депе
Улуг-Депе (туркм. Ulug depe) — древняя стоянка бронзового века у подножия гор Копетдаг в пустыне Каракумы Какского района Ахалского велаята на юго-востоке Туркменистана. Занимает площадь около 13 гектаров и расположен на холме высотой около 30 метров, демонстрируя самую длинную стратиграфическую последовательность в Центральной Азии, начиная с позднего неолита, представленного джейтунской культурой, и заканчивая доахеменидским периодом.
В декабре 2024 года Музее изобразительных искусств Туркменистана  открылась постоянная выставка, посвященная 30-летию туркмено-французской экспедиции МАФТУР и знаменитому археологическому памятнику Улуг-депе.

## Исследования
Первые исследования Улуг-Депеи начались в 50-х годах советскими археологами под руководством Виктора Сарианиди. Именно тогда были открыты памятники Бактрийско-Маргианского археологического комплекса. Советские ученые подчеркивали существование независимой и автономной цивилизации бронзового века.
При раскопках в слоях поздней бронзы также был обнаружен «прибор» для приготовления напитка из хаомы. Согласно исследованиям, данный прибор состоял из огромной каменной ступки и пестика, прессующего камня с полусферическим выступом в центре и рядом с ним такого же с полусферическим углублением.
В 2020 году апрельский номер французской исследовательской газеты «La Recherché» («Поиск») опубликовал статью под названием «Таинственное исчезновение цивилизации Окс» об археологических раскопках на территории южного Туркменистана за авторством археолога и биоантрополога Хулио Бендезу-Сармиенто. В ней говорилось о проблемах изучения древней культуры, возникшей и развивавшейся практически одновременно в бассейне Амударьи на севере Афганистана и на юге Узбекистана, а также в низовьях древнего Мургаба и дельты на юге Туркменистана. В статье на вопрос, с чем было связано прекращение цивилизации Окс, Хулио Бендезу-Сармиенто отвечал, что причиной этому послужили внутренние социально-политические потрясения, основанные на конфликте между интересами, классовой борьбы, экономических неурядиц и иных общественных потрясений. Однако делать вывод ещё рано, так как заключительный период жизни цивилизации Окс все ещё малоизучен.